# Rönnerdahl
Rönnerdahl – han har inget förnamn – är ett av visdiktaren Evert Taubes alter egon, och huvudperson i många av Taubes visor. Mest känd är kanske "Sjösala vals", som börjar med raden "Rönnerdahl han skuttar med ett skratt ur sin säng…".
Man kan se Rönnerdahl som en idealbild av Taube själv på medelålders och äldre dagar. Han är på samma gång en bohemisk konstnär och en familjefar med ansvar, som drömmer om sin ungdoms resor (Rönnerdahl på Pampas) och har en och annan oskyldig flirt med unga flickor, som kanske tycker att den gamle mannen är en artig och intressant kavaljer, men som inte tar honom på allvar som en tänkbar älskare (Dansen på Sunnanö)…
I den nicaraguanska sångerskan Katia Cardenals version (Taube på spanska) är Rönnerdahl omdöpt till Sebastián. 
Figuren Rönnerdahl sägs ha tydliga drag av Fridolin i Erik Axel Karlfeldts diktning.